# راندي غاردنر (حامل رقم قياسي)
راندي غاردنر (مواليد سنة 1946) (بالإنجليزية: Randy Gardner)‏ سجّل الرقم القياسي لأطول مدة من دون نوم. ففي عام 1964، بقي غاردنر، وهو طالب بالمدرسة الثانوية في سان دييغو بكاليفورنيا، مستيقظًا لمدة 11 يومًا و25 دقيقة (ما يُعادل 264.4 ساعة). هذه الفترة من عدم النوم حطمت الرقم القياسي السابق البالغ 260 ساعة الذي حقّقهُ توم راوندز (Tom Rounds) في هونولولو.
حضر تجربة غاردنر الدكتور ويليام ديمنتي (William C. Dement)، أحد الباحثين في مجال النوم الطبيعي، حيث كان يسجل التغيرات التي تصيب عقل غاردنر باستخدام سلسلة من الاختبارات الحسية.